# 凝然
凝然（ぎょうねん、仁治元年3月6日（1240年3月30日）- 元亨元年9月5日（1321年9月26日））は、鎌倉時代後期の東大寺の学僧。インド・中国・日本にまたがる仏教史を研究してその編述をおこない、日本仏教の包括的理解を追究して多くの著作をのこした。

## 人物略歴
伊予国（現在の愛媛県）の出身で、示観房と号す。
建長7年（1255年）に比叡山で菩薩戒を受け、東大寺戒壇院の円照に師事して通受戒を受けたほか、華厳を宗性に、律を唐招提寺の証玄に、密教と天台教を聖守に、真言教を木幡観音院の真空に、浄土教学を長西に学ぶなど博学であった。とりわけ華厳教学に通じており各所で講義を行っている。円照のあとを受けて東大寺戒壇院に住し、法隆寺や唐招提寺など南都寺院を管轄した。徳治2年（1307年）に後宇多上皇が出家した際に戒師を務めた。
著書『八宗綱要』は日本仏教史研究に不可欠の文献である。「八宗」とは、法相宗・倶舎宗・三論宗・成実宗・華厳宗・律宗の南都六宗および天台宗・真言宗の平安二宗のことである。また、凝然は禅宗・浄土宗の鎌倉二宗を加えると「十宗」になるとも説明しており、鎌倉時代のいわゆる「新仏教」にも一定の評価を与えていた。

## 著作（訳注）
- 『八宗綱要』 鎌田茂雄訳著、講談社学術文庫、1981年
上田晃圓訳著 筑摩書房〈日本の仏典〉、1990年（上巻のみ）
平川彰訳著（上・下）、大蔵出版〈佛典講座39〉、1980 - 81年、新装版2004年
玉城康四郎 『初期の仏教  八宗綱要 凝然』 筑摩書房、1968年
- 『律宗綱要』 佐藤達玄訳著、大蔵出版、1994年
- 『華厳法界義鏡』 北畠典生訳著、永田文昌堂、1990年 （上巻のみ）
「華厳法界義鏡」鎌田茂雄校注 -『日本思想大系15　鎌倉旧仏教』（岩波書店、1971年、新装版「続・日本仏教の思想」、1995年）に収録
- 『華厳宗要義講読』 藤丸要、永田文昌堂、2014年
- 『華厳五教章通路記』- 『大日本仏教全書　仏書刊行会第9・10』 復刻：名著普及会、1977年／大法輪閣、2007年
- 『維摩経疏菴羅記』- 『大日本仏教全書　仏書刊行会 第5』 復刻：同上
- 『勝鬘経疏詳玄記』[6] - 『大日本仏教全書 仏書刊行会 第4巻』
- 『法華疏慧光記』、『浄土法門源流章』、『華厳孔目章発悟記』
- 『三国仏法伝通縁起』、『内典十宗秀句』、『内典塵露章』ほか - 『大日本仏教全書』に収む
- 『円照上人行状記』- 東大寺図書館刊、和装復刻1977年
- 『与州新居系図』、重要文化財

## 資料文献
- 「凝然」の項目 -『東大寺辞典』（平岡定海編著、東京堂出版、1980年）
- 『論集 中世東大寺の華厳世界　戒律・禅・浄土　論集』

（東大寺 ザ・グレイトブッダ・シンポジウム第12号、法蔵館、2014年）